# DR-DOS
A Digital Research, responsável pelo CP/M original, seu sucessor CP/M-86, e finalmente pelo DR-DOS, foi comprada pela Novell e transformada na Caldera. Curiosamente, a mesma SCO que comprou o Xenix da Microsoft vendeu sua versão do Unix para a Caldera.
Além disso, a concorrência do DR-DOS foi um dos motivos para a Microsoft unir o MS Windows 4.0 e o MS-DOS 7 no produto MS Windows 95, assim eliminando o mercado independente de sistemas operacionais compatíveis com DOS. “Por acaso” o DR-DOS é um derivado do CP/M-86 original, cujo antecessor, o CP/M para Intel 8080 e Zilog Z80, foi copiado pela Seattle Computer Products como Quick and Dirty Operating System (QDOS) e vendido para a Microsoft, que o lançou como... MS-DOS!
Há várias explicações para a IBM não ter obtido o DOS original da Digital Research, conforme sugestão da própria Microsoft: que a Digital Research não quis assinar um acordo de confidencialidade, que o proprietário da DR, Gary Kildall, enfureceu os representantes da IBM ao faltar a uma reunião para passear em seu avião particular, que a senhora Kildall queria mais dinheiro da IBM, que a Digital Research tinha menos visibilidade que a Microsoft, o que teria causado uma hesitação preconceituosa pelos representantes da IBM, e por aí vai. 
A comprovação da linhagem do DR-DOS está na sua mensagem sobre direito de cópia: algo como “DR-DOS© Digital Research, Inc, 1.976, 1.986, 1.989.” A data 1.976 faz referência ao CP/M 8080.